# Rukovet

Rukovet časopis za književnost, umjetnost i društvena pitanja, čiji je pokretač i prvi urednik Lazar Merković, izlazi od svibnja 1955., kao glasilo Subotičkog književnog kruga. «Uredništvo Rukoveti, nastojat će da aktivizira sve ... koji na književnom, umjetničkom, društvenom ili naučnom polju razvijaju svoju djelatnost, u cilju da svome narodu lijepim ... riječima saopće njegove napore, postignuća ... Imajući u vidu šaroliko i bogato narodno stvaralaštvo koje je vrlo razvijeno u našem gradu i okolici, nastojat ćemo na stranicama našeg mjesečnika s vremena na vrijeme donositi izvorne narodne pripovijetke i pjesme, a posebno naučne radove o narodnim umotvorinama, rukotvorinama i običajima ...» (Umjesto uvodne riječi, Rukovet, br. 1., god. 1., 1.). 
Članovi prvog Uredništva bili su: Dr. Braun István Quasimodo, Mihajlo Dejanović, Geza Gulka, Mirko Huska, Estera Ivković, Josip Klarski, Lazar Merković, Stevan Palić i János Urbán. U drugoj godini izlaženja časopisa pokrenuta je sustavna nakladnička djelatnost - Mala biblioteka Rukoveti. Rukovet je, također, bila glasilo u kojem je sustavno njegovano prevoditeljstvo, osobito s mađarskog jezika te je tako nastala tzv. Subotička prevoditeljska škola. 
Nakon sloma hrvatskog proljeća, tadašnje Uredništvo časopisa u sastavu: Marko Horvacki, Ladislav Kovačić, Lazar Merković, Milovan Miković, Gojko Novaković, Ivan Pančić, Milivoj Prćić, Ivanka Rackov, Marija Šimoković i Balint Vujkov primorano je podnijeti kolektivnu ostavku, zbog pokušaja osnutka pododbora Matice hrvatske u Subotici, kako je navedeno u službenom rješenju «o razrešenju» Lazara Merkovića, s mjesta glavnog urednika. 
U razdoblju od 1972. do 1983. godine hrvatskim piscima ovoga podneblja, s javno iskazanom sviješću o vlastitu pripadanju - i radi toga obilježenih političkim žigom nepodopštine - upadljivo nema mjesta na stranicama ovoga književnoga glasila, izuzimajući među njima stalne ili povremene ostvaraje pojedinih, pažljivo izdvojenih pojedinaca, po mjeri i sukladno nakanama i potrebama političkih moćnika, što se primjerice, zrcali i u tematskom broju u povodu smrti Josipa Broza Tita, ali i dr. 
Ovo se nepodnošljivo stanje, postupno mijenja nakon 1983. godine, kada se ponovno tiskaju tekstovi Balinta Vujkova, Lazara Merkovića, Ivana Pančića, Josipa Buljovčića, Bele Durancija i drugih koji nakon hajke s početka sedamdesetih godina XX. stoljeća nisu mogli biti objavljivani u časopisu Rukovet. Od 1991. godine Rukovet je časopis za književnost, umetnost i kulturu. U razdoblju od 1983. do 1999. u ediciji Osvit, koja baštini i druge ovdje pokrenute edicije (Zenit i Mala biblioteka Rukoveti), objavljena je 91 knjiga pjesama, pripovjedaka, romana, dramskih tekstova, književnih kritika, eseja, znanstvenih i drugih djela.
Prijevode s mađarskog i dr. jezika u Rukoveti su objavili: Lazar Merković, Ivan Pančić, Matija Molcer, Gašpar Ulmer, Petar Vukov, Marija Šimoković, Mirko Gotesman i drugi.

## Urednici
- Lazar Merković,  (1955. – 1960.) i (1970. – 1972.)
- Radovan Ždrale,  (1960. – 1970.)
- Petar Vukov,     (1972. – 1983.)
- Milovan Miković, (1983. – 1994.)
- Boško Krstić,    (1994.-)

## Vanjske poveznice i izvori
- Milovan Miković, Izazov prevazilaženja, Rukovet, 3., 1985., 202. – 204.
- Milovan Miković, Časopis od postojećeg ka mogućem, Rukovet, 5., 1985., 447. – 461.
- Lazar Merković, Bibliografija izdavačke delatnosti časopisa Rukovet (Zenit, Osvit, NIO Subotičke novine, 1955. – 1985.), Rukovet, 5., 1985., 462. – 467.
- Lazar Merković, Bibliografija časopisa Rukovet, maj 1955.- april 1990., 1339. – 1608./XII.
- Naco Zelić, Hrvatsko proljeće i Bački Hrvati, Subotica 2009.
- Hrvatska matica iseljenika  Arhivirana inačica izvorne stranice od 27. rujna 2007. (Wayback Machine) Naco Zelić, Glasila - novine u bačkih Hrvata
- Lazar Merković, Njiva i Rukovet - dva poratna književna časopisa u Subotici, Klasje naših ravni 11. – 12., 2009., 3. – 7.
- Milovan Miković, O hrvatskim književnim časopisima Bunjevačko kolo, Klasje naših ravni, Njiva i Rukovet, Klasje naših ravni, 11. – 12., 2009., 8. – 16.
- Milovan Miković, Hrvatska književnost iz Vojvodine u dvama ozračjima - književno-kritičke prakse i bibliografske neosviještenosti, Klasje naših ravni, 9. – 10., 2011., 93. – 98.

1. ↑  Superinfo Mathias Molcer